# Цзиньчан
Цзиньча́н (кит. упр. 金昌, пиньинь Jīnchāng) — городской округ в провинции Ганьсу КНР. Название является аббревиатурой от «Цзиньчуань и Юнчан».

## История
В эпоху Воюющих царств в этих местах жили юэчжи, затем их вытеснили сюнну. Во времена империи Хань при императоре У-ди сюнну были разбиты Хо Цюйбином, и эти земли вошли в состав империи Хань, здесь были созданы уезды Паньхэ (番和县) и Лицянь (骊靬县). При империи Тан здесь имелся уезд Тяньбао (天宝县). Во времена монгольской империи Юань на этих землях существовала провинция Юнчан (永昌路).
После свержения власти монголов и установления империи Мин в 1370 году был создан Юнчанский караул (永昌卫). При империи Цин в 1724 году военные структуры были заменены на гражданские, и Юнчанский караул был преобразован в уезд Юнчан.
В 1949 году был создан Специальный район Увэй (武威专区), и эти земли вошли в его состав. В 1955 году Специальный район Цзюцюань ((酒泉专区) и Специальный район Увэй были объединены в Специальный район Чжанъе (张掖专区), но в 1961 году Специальный район Увэй был воссоздан. В 1970 году Специальный район Увэй был переименован в Округ Увэй (武威地区).
В 1982 году был образован городской округ Цзиньчан, состоящий из уезда Юнчан и Городского района. В 1984 году Городской район был преобразован в район Цзиньчуань.

## Административно-территориальное деление
Городской округ Цзиньчан делится на 1 район, 1 уезд:
| Карта            | Карта  | Карта      | Карта     | Карта          | Карта         | Карта            |
| ---------------- | ------ | ---------- | --------- | -------------- | ------------- | ---------------- |
| Цзиньчуань Юнчан |        |            |           |                |               |                  |
| №                | Статус | Название   | Иероглифы | Пиньинь        | Площадь (км²) | Население (2010) |
| 1                | Район  | Цзиньчуань | 金川区    | Jīnchuān qū    | 3 019         | 215 000          |
| 2                | Уезд   | Юнчан      | 永昌县    | Yǒngchāng xiàn | 5 879         | 250 000          |

## Экономика
В Цзиньчане базируются компании Jinchuan Group и Jinchuan Niedu Industry (химическая продукция и цветные металлы). 

## Наука
В Цзиньчане расположена база «Марс-1» Китайского центра подготовки космонавтов (симулятор жизни на Марсе).